# Evans Bay
Evans Bay – miejscowość na Bermudach; 1 tys. mieszkańców (2006). Przemysł spożywczy, ośrodek turystyczny.